# Tudorfund in der Themse
Der Tudorfund in der Themse besteht aus acht kleinen Goldobjekten. Die Einzelteile wurden von verschiedenen Sondengängern im Verlaufe mehrerer Jahre im schlammigen von den Gezeiten beeinflussten Uferbereich der Themse in London gefunden.
Die Objekte waren ursprünglich Gebrauchsgegenstände oder Teile von Gebrauchsgegenständen, wie das Ende eines Schnürbandes, die im frühen 16. Jahrhundert zunehmend als Verzierung von teuren Kleidungsstücken eingesetzt wurden, um diese noch teurer erscheinen zu lassen. Die in der Themse gefundenen Objekte sind in ihrer Verarbeitung so ähnlich, dass man davon ausgeht, dass sie alle von einem Gegenstand stammen, bei dem es sich wahrscheinlich um einen Hut handelt, der bei der Überfahrt über die Themse vom Wind erfasst wurde. Der Stoff zerfiel im Laufe der Zeit und die Verzierungen blieben allein zurück.
Der Goldanteil der Fundstücke ist gering, trotzdem wurden sie als ein Schatz eingestuft, den das Museum of London zu erwerben hofft.